# John Gilliland
John Sanford Gilliland Jr. (18 de octubre de 1935-27 de julio de 1998) fue un locutor de radio y de documentales estadounidense conocido por la serie de documentales de música Pop Chronicles y como uno de los miembros originales de The Credibility Gap.  Nació y murió en su ciudad natal de Quanah, Texas.  Trabajó para varias estaciones radiales en Texas y California incluyendo KOGO en San Diego (1961–1965), KRLA 1110 en Los Ángeles (1965–1970), y KSFO En San Francisco (1971–1978).

## Carrera

### Radio en Texas
Su carrera radial empezó en 1952 con la emisora KOLJ en su nativa Quanah, Texas. Mientras estudiaba en la Texas Christian University, trabajó como disc jockey en KCUL en Fort Worth. Sus programas eran The House of Wax y The Man on the Beat.  Entre 1959 a 1961 trabajó para KLIF en Dallas. También trabajó en KILT en Houston.

### Radio en California
En el departamento de noticias de KOGO en San Diego, Gilliland utilizó los seudónimos John Land y Johnny Land.
En 1965, Gilliland llegó al departamento de noticias de KRLA en el condado de Los Ángeles, donde se convirtió en uno de los miembros originales de The Credibility Gap que combinaba humor temático junto con los locutores de noticias. El cofundador Richard Beebe dijo de él que 

Aún cuando John era una parte integrante de "Gap," trabajar en Pop Chronicles fue siempre su prioridad. Parecía que siempre estaba trabajando en ello. John fue un tipo muy talentoso y muy divertido.

Gilliland desarrollo el documental radial, The Pop Chronicles, por más de dos años antes de su emisión. Entrevistó muchos músicos famosos para su programa. Cubría música popular de los años 50s y 60s, fue originalmente emitido en KRLA 1110, luego en muchas otras estaciones, y hoy puede oírse en línea.
Empezando en in 1971, en KSFO en San Francisco, trabajaba de lunes a viernes en el horario de 7 de la noche hasta medianoche.  En repuesta a investigaciones de mercado que mostraban que gran parte de su audiencia durante las mañanas prefería ver televisión en la noche, KSFO contrató a Gilliland en 1971 para un programa de variedades de cinco horas de música y entretenimiento de 7 p. m. a media noche; Gilliland continuaría como locutor hasta 1978. Sus programas incluían reemisiones de sus Pop Chronicles, una hora de radio de la época dorada (llamada "The Golden Age of Radio" o "The Great American Broadcast"), Mystery Theater, The Comedy Hour, y The Great LPs.  Mientras trabajaba ahí también produjo y fue locutor, empezando en 1972, de The Pop Chronicles 40s, acerca de la música popular de los años 40s. Fue sucedido en su tiempo al aire en KSFO por Jerry Gordon.

### Retirement
Gilland dejó KSFO en 1978 y regresó a su nativa Texas. Editó y publicó en 1994 Pop Chronicles: the 40s como un audiolibro de cuatro casetes, que fue publicado luego como The Big Band Chronicles.  During his retirement he hosted a late night show on KREB in Houston e hizo algún trabajo para KIXC en Quanah.  Murió en 1998.  En el 2003, la hermana de Gilliland donó las cintas de Pop Chronicles a la biblioteca musical de la Universidad del Norte de Texas donde formaron The John Gilliland Collection. Luego se añadieron sus 700 cintas de antiguos programas radiales.

## Discografía
- 1968: An Album of Political Pornography, con Lew Irwin and The Credibility Gap (Blue Thumb)[25]
- 1994:  Pop Chronicles the 40s: The Lively Story of Pop Music in the 40s (Mind's Eye)  ISBN 978-1-55935-147-8. OCLC 31611854.[19]